# Col de Montségur
Le col de Montségur (1 056 m mais souvent indiqué à 1 059 m) est un col routier des Pyrénées dans l'Est du département de l'Ariège, sur la commune de Montségur en contrebas du château de Montségur, au sud de Lavelanet.

## Accès
Le col se situe sur la route départementale 9 conduisant au village de Montségur depuis Bélesta à l'est ou Villeneuve-d'Olmes au nord-ouest, dans le terroir du pays d'Olmes.

## Topographie
La montée depuis Bélesta est longue de 15 km avec un dénivelé de 566 m et une pente moyenne de 3,77 %.
La montée depuis Lavelanet est longue de 10,8 km avec un dénivelé de 529 m et une pente moyenne de 4,9 %.

## Activités

### Tourisme
Dans le réseau des Grands Sites de France, à quelques encablures du col, le village de Montségur avec son château constitue un haut-lieu touristique de l'Occitanie : le siège de la forteresse cathare se termina par une grande défaite en 1244 pour les défenseurs du catharisme.

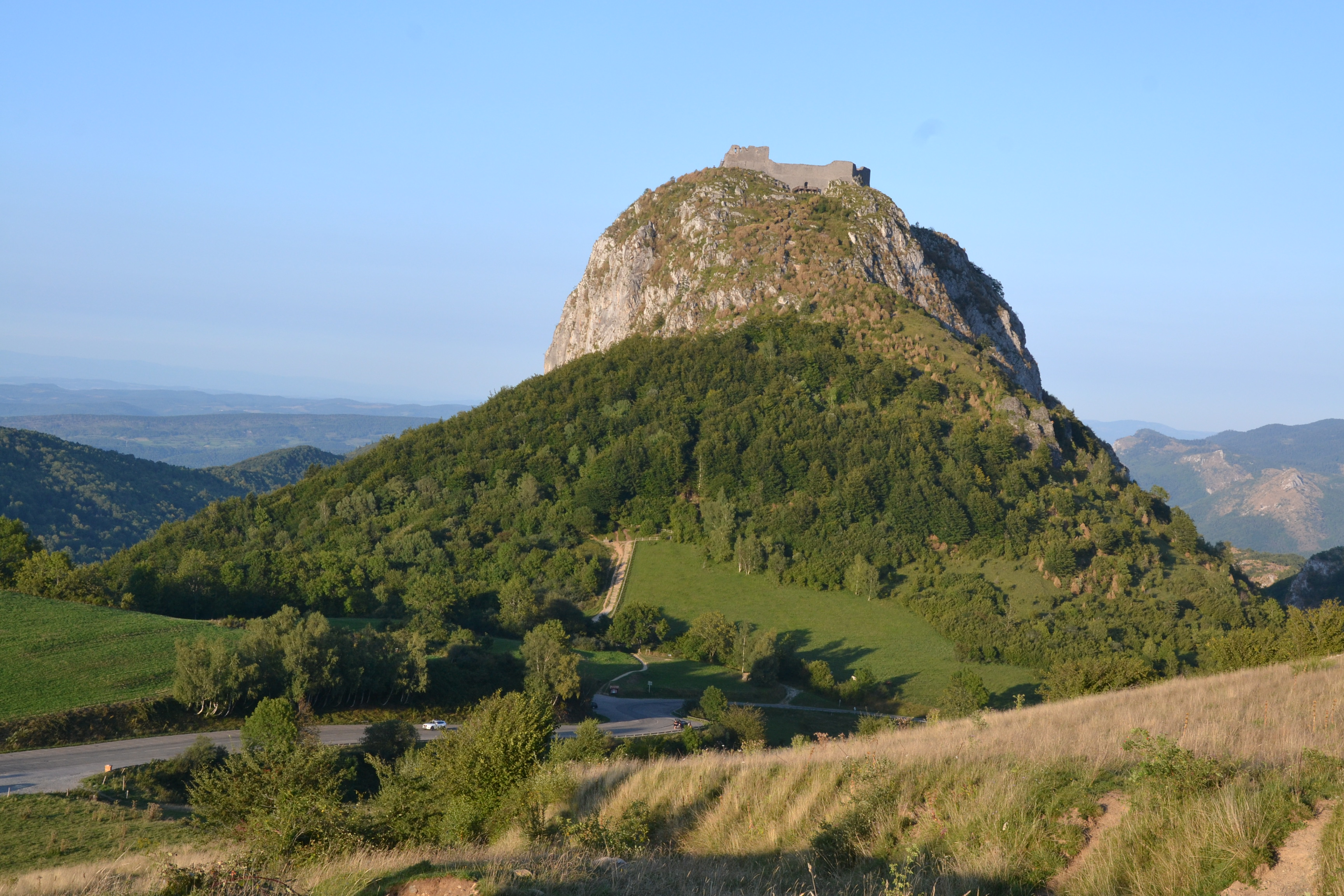
Le col avec au second plan le château de Montségur.
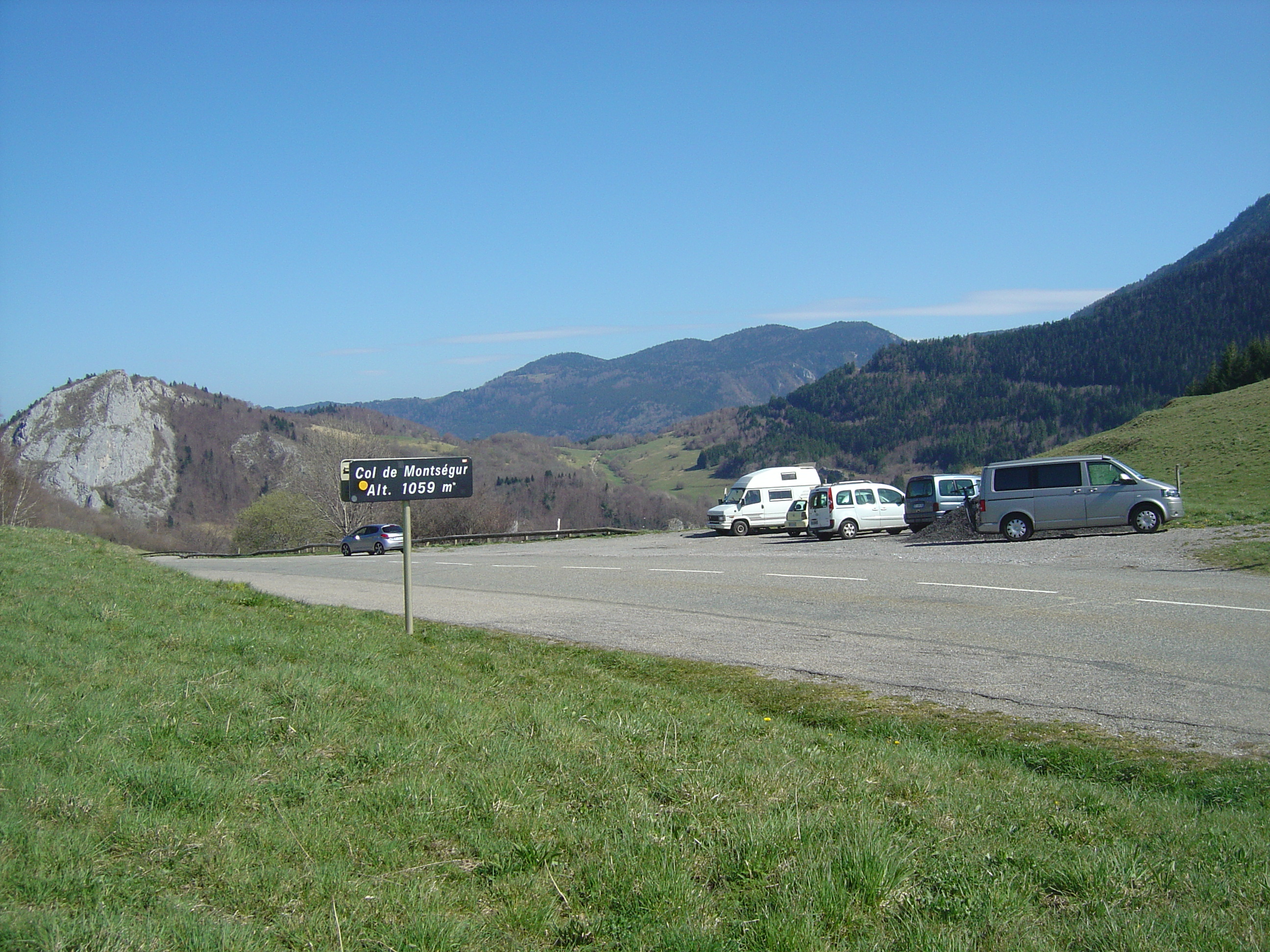
Le parking du col : base de départ en randonnée.
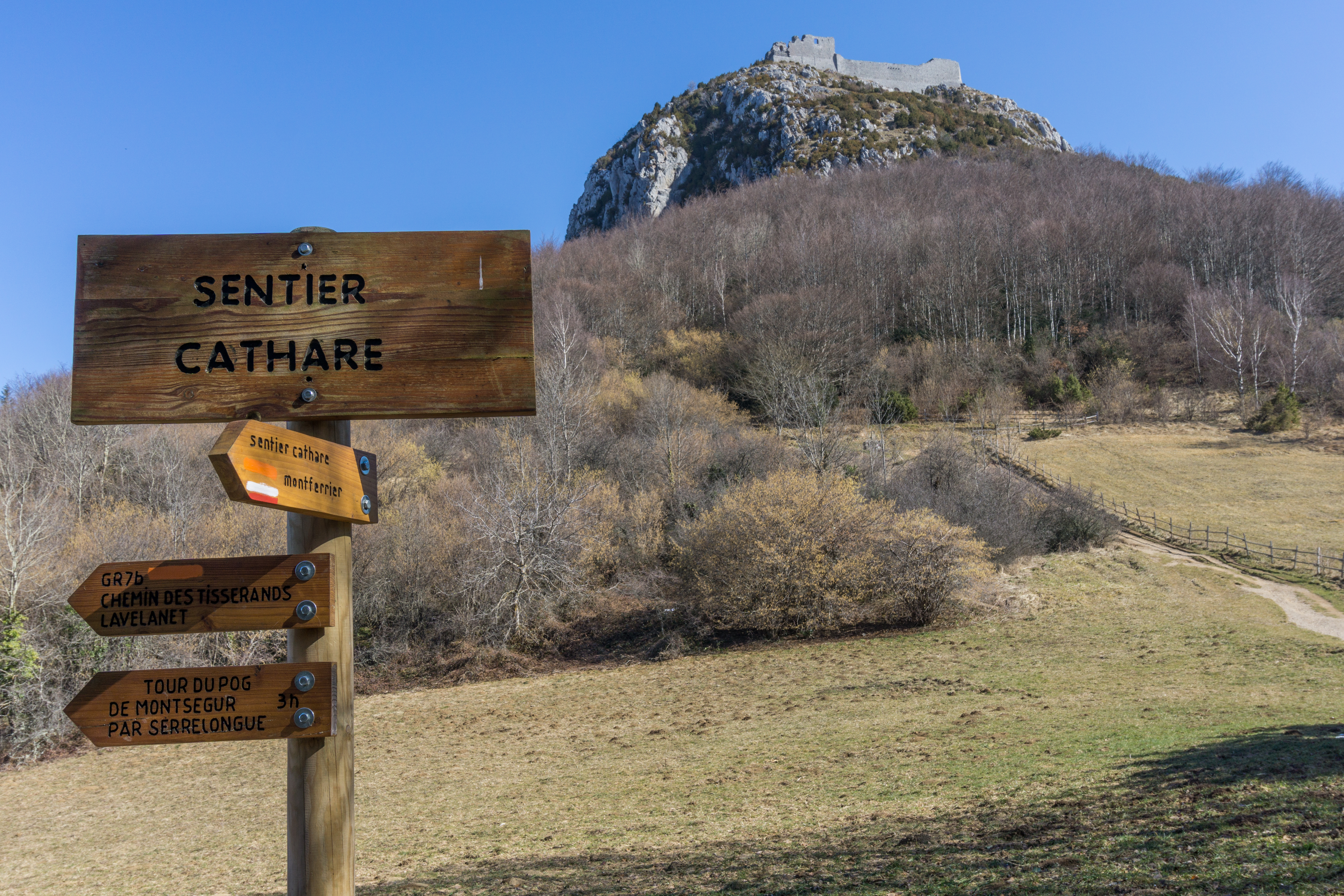
Randonnées possibles autour du château.
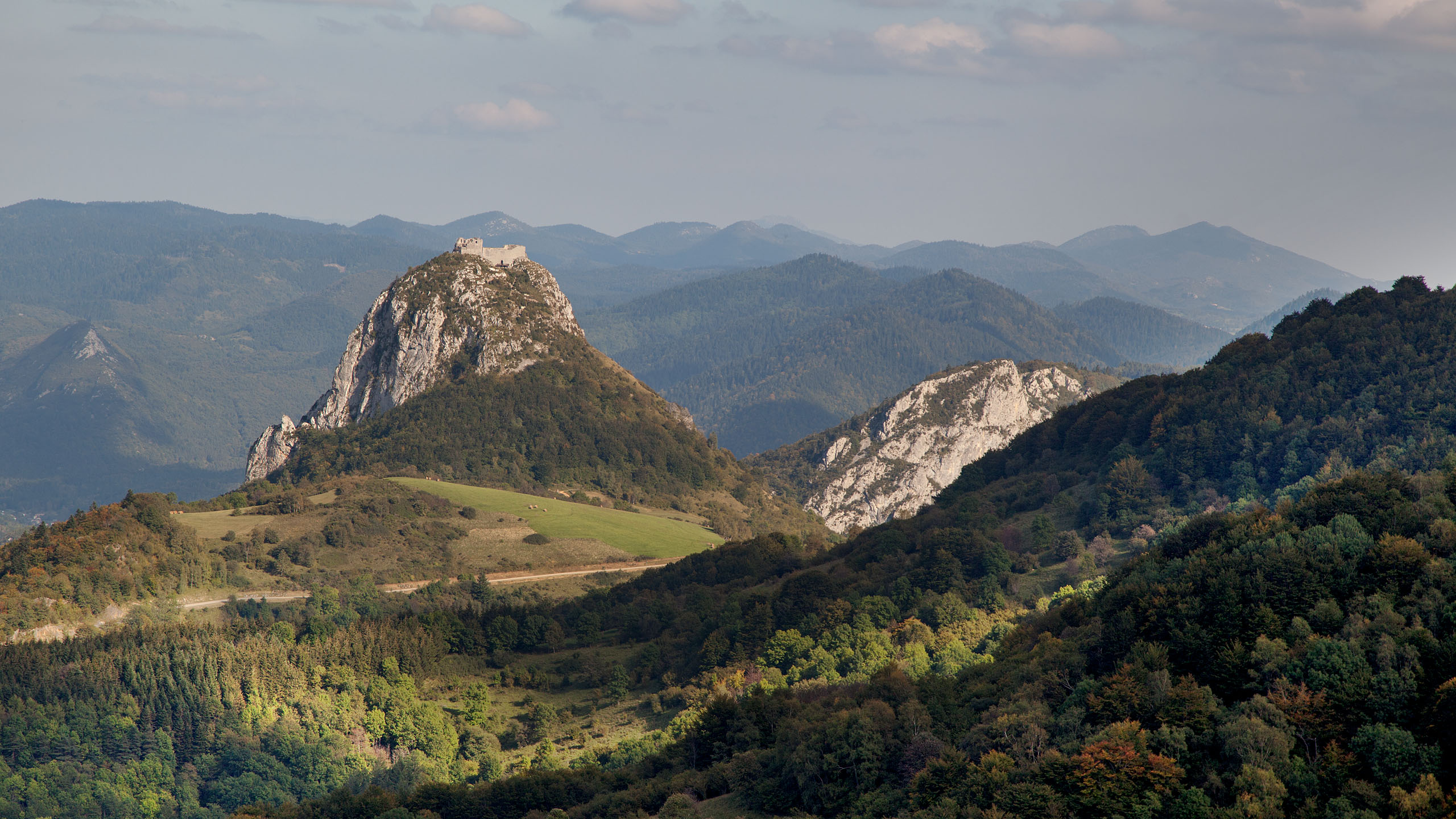
Le col sur la RD9.

### Cyclisme

#### Tour de France
Le col est emprunté pour la première fois en troisième catégorie en 2002 lors de la treizième étape reliant Lavelanet à Béziers, avec un passage en tête de Laurent Jalabert. Il est franchi par l'autre versant lors du Tour de France 2019 au titre d'un col de deuxième catégorie lors de la quinzième étape de Limoux (Aude) à Foix - Prat d'Albis à 60,5 km du départ ; Michael Woods passe en tête. De nouveau classé en 2e catégorie, il est franchi lors de la 14e étape du Tour de France 2021 (Carcassonne-Quillan) à 89 km après le départ de Carcassonne, avec un passage en tête de Wout Poels.

#### Route d'Occitanie
Remportée par Alejandro Valverde, la 3e étape de la Route d'Occitanie 2018 (ex route du Sud), partie de Prat-Bonrepaux le 16 juin 2018 pour arriver aux Monts d'Olmes, a emprunté le col de Montségur.

#### Ronde de l'Isard
Lors de l'édition 2012 de la Ronde de l'Isard, le Russe Sergei Chernetskiy a fait une descente décisive dans le col lui permettant de passer la ligne d'arrivée à Mirepoix avec quasiment 1 minute 30 d'avance. Il a terminé deuxième de cette édition.

### Randonnée
Le sentier de grande randonnée 107 passe par le col. Appelé également chemin des Bonhommes, il relie en 224 kilomètres les villes de Foix, en Ariège, à Berga, en Catalogne et traverse les Pyrénées par le col transfrontalier de la Portella Blanca d'Andorra (2 517 m).
En remontant la vallée du Lasset, on atteint l'étang des Truites, l'étang du Diable et, au-delà, l'étang supérieur et le col du Trou de l'Ours situé entre le pic de Saint-Barthélemy et le pic de Soularac.